# Ambassis miops
Ambassis miops es una especie de pez del género Ambassis, familia Ambassidae. Fue descrita científicamente por Günther en 1872.
Se distribuye por la región del Indo-Pacífico occidental: India hasta Nueva Guinea y Nueva Caledonia, al norte de las islas Ryukyu. La longitud total (TL) es de 10,3 centímetros. Habita en arroyos caudalosos, también en desembocaduras de ríos.
Está clasificada como una especie marina inofensiva para el ser humano.